# Scombrolabrax heterolepis
Lo sgombro nero (Scombrolabrax heterolepis Roule, 1921) è un pesce osseo abissale, unico appartenente alla famiglia Scombrolabracidae (ordine Perciformes).

## Descrizione
Questa specie ha corpo slanciato con occhi sproporzionatamente grandi. Anche la testa è grande e la bocca, ampia, è armata di forti denti, piuttosto vistosi. La bocca può allungarsi a tubo durante la caccia. L'opercolo e il preopercolo sono seghettati Le pinne dorsali sono due, contigue, la prima lunga con raggi spiniformi di altessa decrescente, la seconda è più breve, grossolanamente rettangolare, con raggi molli. La pinna anale è identica e opposta alla seconda dorsale. Le pinne pettorali sono molto lunghe. La pinna caudale è biloba, abbastanza piccola..
Il colore è uniformemente bruno scuro.
La taglia massima nota è di 30 cm.

## Distribuzione e habitat
Cosmopolita nei mari tropicali e subtropicali tranne nell'Oceano Pacifico orientale, nell'Oceano Atlantico sudorientale e nel mar Mediterraneo. È una specie piuttosto rara dappertutto, ha abitudini mesopelagiche ed è più frequente sulla piattaforma continentale e nei pressi di bruschi rialzi della piana abissale. Vive tra i 100 e i 900 metri di profondità.

## Biologia
Poco nota

## Pesca
Di nessuna importanza.

## Tassonomia
Precedentemente incluso nei Gempylidae.